# Ruda Wolińska
Ruda Wolińska – wieś w Polsce położona w województwie mazowieckim, w powiecie siedleckim, w gminie Wodynie. Ma status sołectwa.
Miejscowość jest siedzibą rzymskokatolickiej parafii św. Andrzeja Boboli.
W latach 1975–1998 miejscowość należała administracyjnie do województwa siedleckiego.